# ملا عبدالمجید آخند
ملا عبدالمجید آخند سیاستمدار و عالم اسلامی اهل افغانستان است. وی پس از پیروزی طالبان و در دست گرفتن قدرت در افغانستان به حیث سرپرست وزارت کار، امور اجتماعی، شهدا و معلولین کشور انتخاب شد.